# Elacatis planatus
Elacatis planatus is een keversoort uit de familie platsnuitkevers (Salpingidae). De wetenschappelijke naam van de soort werd in 1913 gepubliceerd door George Charles Champion.